# Susana Silvestre
Susana Silvestre (San Justo, 11 de novembro de 1950-2 de março de 2008) foi uma escritora argentina.
Ganhou o Prêmio Casa de las Américas de 2007 com o romance Mil y Una, inspirado pelas Mil e Uma Noites, pelo Decamerão e pelos Contos de Canterbury.

## Obras
- 1983 - El Espectáculo del Mundo
- 1991 - Si Yo Muero Primero
- 1994 - Mucho Amor en Inglés
- 1995 - No Te Olvides de Mí
- 2002 - Todos Amamos el Lenguaje del Pueblo
- 2004 - Biografía No Autorizada
- 2005 - Mujeres de Vacaciones
- 2007 - Mil y Una